# Castello di Barumele
Il castello di Barumele è un castello in rovina nel comune italiano di Ales; di probabile origine bizantina, venne costruito per limitare l'espansione dei popoli barbaricini.

## Descrizione
Fu probabilmente costruito come presidio di difesa, con guarnigione e castellano, delle vie d'accesso alla Marmilla, collegato con le roccaforti di Senis e di Las Plassas. Rimangono solo alcuni resti di una delle due torri di avvistamento di forma ottagonale.  Rimane anche un muro di cinta.

## Storia
Venne costruito probabilmente intorno al XIII secolo, di probabile origine bizantina, per limitare l'espansione dei popoli barbaricini; con l'ascesa dei Giudicati, passò sotto la giurisdizione del Giudicato di Arborea che lo rinforzò più volte. Durante la dominazione aragonese venne ceduto dal re Ferdinando a Donna Violante Carroz. Il castello è citato nel testamento di Ugone III di Arborea del 4 aprile 1335. In età aragonese e spagnola il Castello fu della famiglia iberica dei Carroz , cui appartenne Violante di Carroz, nota per aver voluto la ricostruzione della Cattedrale di Ales. I ritrovamenti di numerose schegge di ossidiana fanno ipotizzare che il sito fosse abitato in età prenuragica (neolitica o eneolitica). Sono stati inoltre ritrovati nella stessa area resti di vasellame di età bizantina che portano a ipotizzare un successivo insediamento di bizantini durante il VI e il VII secolo.